# Лиховидов, Семён Фёдорович
Семён Фёдорович Лиховидов (1918—2005) — Герой Советского Союза (1943), командир понтонной роты 21-го отдельного моторизованного понтонно-мостового батальона 60-й армии Центрального фронта, старший лейтенант.

## Биография
Родился 18 февраля 1918 года на хуторе Гусынка (ныне — Климовка Боковского района Ростовской области), в казачьей семье. Казак.
В 1936 году окончил неполную среднюю школу, а в 1939 году — 3 курса сельскохозяйственного техникума в городе Миллерово Ростовской области, где стал комсомольцем, избирался профоргом и членом бюро спортивного общества «Урожай».
В Красной Армии с 1939 года. В 1941 году окончил Грозненское военное пехотное училище. Участник Великой Отечественной войны с июня 1941 года. Член ВКП(б)/КПСС с 1944 года.
Командир понтонной роты кандидат в члены ВКП(б), старший лейтенант Семён Лиховидов при форсировании реки Днепр в конце сентября 1943 года организовал паромно-понтонную переправу десанта на плацдарм в районе села Вышгород (ныне город Киевской области Украины). В течение ночи воины-понтонёры вверенной старшему лейтенанту Лиховидову роты совершили пять рейсов на правый берег Днепра, переправив до батальона десантников, большое количество пулемётов, и боеприпасов. Подоспев на выручку, сражавшимся на плацдарме бойцам, они потеснили врага, обеспечив успешные действия соединений по освобождению столицы Украины — Киева.
До конца войны Лиховидов и его бойцы-понтонёры наводили понтонные и мостовые переправы на реках: Стоход, Стырь, Западный Буг, Висла, Одер, Шпрее и других. День Победы встречали в Берлине, куда пришли в составе 5-й ударной армии 1-го Белорусского фронта.
После этого капитана Лиховидов С. Ф. был направлен на Дальний Восток и в составе 13-го отдельного Краснознамённого Варшавского моторизованного понтонно-мостового батальона участвовал в советско-японской войне 1945 года на территории Маньчжурии.
После войны продолжил службу в армии. Некоторое время служил на Дальнем Востоке, затем — начальником штаба понтонно-мостового батальона (город Каменск-Шахтинский Ростовской области). Избирался депутатом Верховного Совета РСФСР второго созыва в 1947—1951 годах. В 1954 году окончил Военно-инженерную академию имени В. В. Куйбышева и был направлен в Главное оперативное управление Генерального штаба на должность старшего офицера-оператора. После окончания в 1960 году Военной академии Генерального штаба — продолжил службу в Главном оперативном управлении Генерального штаба: заместителем начальника, а потом — начальником направления театра военных действий.

С 1984 года генерал-майор Лиховидов С. Ф. находился в отставке. Жил в Москве.
Умер 18 апреля 2005 года. Похоронен в Москве на Троекуровском кладбище (участок № 11).

### Семья
- Отец — Лиховидов Фёдор Антонович (1898—1942), Донской казак. Член ВКП(б) с 1920 года. Погиб в ВОВ.
- Мать — Лиховидова Анна Ивановна (1896—1970).
- Брат --- Лиховидов Федор Федорович (1917-1944) Погиб в ВОВ.
- Брат --- Лиховидов Гавриил Федорович (1928-____)
- Жена — Лиховидова (Левшина) Нина Емельяновна (род. 1925).
- Дети — сын Владислав Семенович (род. 1946), дочь Лариса Семеновна (род. 1960).

## Награды
- Указом Президиума Верховного Совета СССР от 17 октября 1943 года за образцовое выполнение боевых заданий командования на фронте борьбы с немецко-фашистскими захватчиками и проявленные при этом мужество и героизм старшему лейтенанту Лиховидову Семёну Фёдоровичу присвоено звание Героя Советского Союза с вручением ордена Ленина и медали «Золотая Звезда» (№ 1768).
- Награждён двумя орденами Красного Знамени, двумя орденами Отечественной войны 1-й степени, орденами Трудового Красного Знамени, Красной Звезды, «За службу Родине в Вооруженных Силах СССР» 3-й степени, медалями, а также двумя орденами НРБ — орденом «Красное Знамя Труда» и орденом Народной Республики Болгарии II степени.

## Память
- Мемориальная доска в память о Лиховидове установлена Российским военно-историческим обществом на здании Грачёвской неполной средней школы, где он учился.